# Калининский сельсовет (Амурская область)
Кали́нинский сельсове́т — сельское поселение в Михайловском районе Амурской области России.
Административный центр — село Калинино.

## История
Дубовской сельсовет образован в 1929 году.
11 июля 2005 года в соответствии с Законом Амурской области № 30-ОЗ муниципальное образование наделено статусом сельского поселения.

## Население
| 2002 | 2010 | 2011 | 2012 | 2013 | 2014 | 2015 |
| ---- | ---- | ---- | ---- | ---- | ---- | ---- |
| 740  | ↗887 | →887 | ↗893 | ↘871 | ↘857 | ↘811 |
| 2016 | 2017 | 2018 | 2021 |      |      |      |
| ↘795 | ↘783 | ↘757 | ↘674 |      |      |      |

## Состав сельского поселения
| № | Населённый пункт | Тип населённого пункта       | Население |
| - | ---------------- | ---------------------------- | --------- |
| 1 | Винниково        | село                         | ↘177      |
| 2 | Калинино         | село, административный центр | ↘580      |